# Cristarmadillidium muricatum
Cristarmadillidium muricatum es una especie de crustáceo isópodo terrestre de la familia Armadillidiidae.

## Distribución geográfica
Son endémicos del este de la España peninsular y de las islas Pitiusas.